# جین هکمن
یوجین آلن هکمن (به انگلیسی: Eugene Allen Hackman؛ ۳۰ ژانویهٔ ۱۹۳۰ – ۱۸ فوریهٔ ۲۰۲۵) بازیگر آمریکایی بود. طی دوران کاری که بیش از چهار دهه به طول انجامید، دو جایزه اسکار، دو جایزه فیلم بفتا و چهار جایزه گلدن گلوب دریافت کرد.
دو جایزه اسکار هکمن، یکی در رشتهٔ بهترین بازیگر مرد برای بازی در فیلم مهیج ارتباط فرانسوی (۱۹۷۱) و دیگری در رشتهٔ بهترین بازیگر نقش مکمل مرد برای بازی در نقش یک کلانتر شرور در فیلم وسترن نابخشوده (۱۹۹۲) بود. او همچنین برای نقش باک بارو در درام جنایی بانی و کلاید (۱۹۶۷)، استاد دانشگاه در درام هیچ‌گاه برای پدرم آواز نخواندم (۱۹۷۰) و مأمور اف‌بی‌آی در درام تاریخی میسیسیپی می‌سوزد (۱۹۸۸) نامزد اسکار شد.
هکمن با بازی در نقش لکس لوتر در سه فیلم سوپرمن از سال ۱۹۷۸ تا ۱۹۸۷ به شهرت بیشتری دست یافت. او همچنین در فیلم‌های جهنم زیر و رو (۱۹۷۲)، مترسک (۱۹۷۳)، مکالمه (۱۹۷۴)، حرکت شب (۱۹۷۵)، پلی در دوردست (۱۹۷۷)، زیر آتش (۱۹۸۳)، هوزیرها (۱۹۸۶)، قدرت (۱۹۸۶)، زنی دیگر (۱۹۸۸)، شرکت (۱۹۹۳)، سریع و مرده (۱۹۹۵)، کوتوله را بگیرید (۱۹۹۵)، قفس پرنده (۱۹۹۶)، دشمن ملت (۱۹۹۸)، خانواده اشرافی تننبام (۲۰۰۱) و هیئت منصفه فراری (۲۰۰۳) ایفای نقش کرد. او پس از آخرین اجرای خود در فیلم به موسپورت خوش آمدید (۲۰۰۴) تقریباً از بازیگری کناره‌گیری کرد و گهگاه تا سال ۲۰۱۷ برای مستندهای تلویزیونی به گویندگی پرداخت. جسد هکمن و همسرش در ۲۶ فوریه ۲۰۲۵ در خانه‌اش پیدا شد.

## زندگی و کار

### اوایل زندگی
یوجین آلن هکمن در ۳۰ ژانویه ۱۹۳۰ در سن برناردینو ایالت کالیفرنیا زاده شد. والدین وی لیدا و یوجین ازرا هکمن نام داشتند. خانواده وی در دنویل ایالت ایلینوی اقامت گزیدند. پدر هکمن برای یک روزنامهٔ محلی بر روی ماشین چاپ کار می‌کرد. والدین هکمن در سال ۱۹۴۳ از یکدیگر جدا شدند و پدر وی آنها را ترک کرد. هکمن در سن شانزده سالگی به سپاه تفنگداران دریایی ایالات متحده آمریکا پیوست و مدت چهار سال و نیم در در چین، هاوایی و ژاپن به عنوان گوینده رادیو خدمت کرد و در سال ۱۹۵۱ از ارتش مرخص شد. پس از آن به نیویورک رفت و شغل‌های کوچک مختلفی را تجربه کرد. در سال ۱۹۶۲ مادر وی به دلیل حادثهٔ آتش‌سوزی درگذشت.

### دههٔ ۱۹۶۰
هکمن در سال ۱۹۵۶ به بازیگری روی آورد و و به تئاتر پاسادنا در ایالت کالیفرنیا پیوست. در این‌جا بود که با داستین هافمن آشنا شد و مدتی با وی در یک آپارتمان زندگی کرد. مسئولان مدرسه بازیگری احتمال موفقیت این دو را بسیار کم می‌دانستند. هافمن بازیگری را در چند تئاتر خارج از برادوی به صورت حرفه‌ای آغار کرد. در سال ۱۹۶۴ پیشنهاد بازی در کنار سندی دنیس در تئاتر هر چهارشنبه درِ ورود به عالم سینما را بر روی وی گشود. نخستین حضور وی در فیلم لیلیت با نقش اولی وارن بیتی همراه بود. دو سال بعد هکمن در یکی از پرفروش‌ترین فیلم‌های دههٔ ۱۹۶۰ با نام هاوایی حضور یافت؛ اما در سال ۱۹۶۷ با حضور در فیلم بانی و کلاید ساختهٔ کم‌نظیر آرتور پن توانست برای نخستین بار نامزدی جایزهٔ اسکار را به‌دست‌آورد. در سال ۱۹۶۹ هکمن نقش مربی اسکی رابرت ردفورد را در فیلم قهرمان اسکی ایفا کرد. این فیلم نخستین کار سینمایی مایکل ریچی (کارگردان فیلم نامزد ۱۹۷۲) نیز بود.

### دههٔ ۱۹۷۰
در سال ۱۹۷۰ هکمن بار دیگر نامزد اسکار نقش مکمل مرد برای فیلم من هرگز برای پدرم آواز نخواندم شد. در این فیلم ملوین داگلاس بازیگر صاحب سبک آمریکایی و استل پارسونز نیز حضور داشتند. یک سال بعد هکمن جایگاه نقش اولی در سینما را با بردن جایزهٔ اسکار بهترین بازیگر نقش اول مرد در فیلم ارتباط فرانسوی ساختهٔ تحسین‌برانگیز ویلیام فریدکین تصاحب نمود. وی در این فیلم نقش یک کاراگاه نیویورکی به نام جیمی دویل را خلاقانه ایفا کرد. پس از این فیلم، نقش‌های اصلی را در فیلم‌های ماجرای پوزیدون ۱۹۷۲ (دومین فیلم پرفروش سال پس از فیلم پدرخوانده)، مترسک (۱۹۷۳) در کنار آل پاچینو و مکالمه (۱۹۷۴) ساختهٔ تحسین‌برانگیز فرانسیس فورد کاپولا ایفا کرد. در همین سال هکمن در کمیک‌ترین شخصیت سینمایی خود در فیلم فرانکنشتاین جوان نقش یک مرد نابینای گوشه‌گیر را ایفا نمود. در سال ۱۹۷۵ در قسمت دوم ارتباط فرانسوی ساختهٔ جان فرانکن هایمر و فیلم کمتر دیده‌شدهٔ حرکت شب ساختهٔ آرتور پن ایفای نقش کرد که برای هر دو فیلم نامزد جایزهٔ بفتا نقش اول مرد شد. در سال ۱۹۷۷ در فیلم پر از ستاره پلی در دوردست ساختهٔ ریچارد اتنبرا نیز، نقش یک ژنرال لهستانی را ایفا نمود. در سال ۱۹۷۸ در فیلم سوپرمن و همچنین قسمت‌های بعدی آن در سال‌های ۸۰ و ۸۷ نقش لکس لوتر را بازی کرد.

### دههٔ ۱۹۸۰
در اواخر دههٔ ۸۰ هکمن به صورت تناوبی در فیلم‌ها، نقش‌های اصلی و مکمل را ایفا می‌نمود. نامزدی اسکار نقش اول مرد برای فیلم می‌سی‌سی‌پی می‌سوزد
ساختهٔ آلن پارکر مهم‌ترین دستاورد وی در این دهه می‌باشد. حضور خاطره انگیز وی در فیلم هیچ راهی وجود ندارد که به نقش وزیر دفاعی که بر روی یک مسئلهٔ آدمکشی سرپوش می‌گذارد یکی دیگر از کارهای مهم هکمن در دههٔ ۱۹۸۰ است. در خلال این دهه، هکمن در فیلم‌های سرخ‌ها (۱۹۸۱)، شجاعت غیرمعمول (۱۹۸۳)، هوسیرها (۱۹۸۶) و قدرت (۱۹۸۶) بازی کرد. در سال ۲۰۰۸ فیلم هوزیرها با بازی وی از سوی بنیاد فیلم آمریکا به عنوان چهارمین فیلم ورزشی تاریخ سینما برگزیده شد. در این فیلم هکمن در نقش نورمن دیل مربی کهنه‌کار و مصمم تیم بسکتبالی در ایالت ایندیانا ظاهر می‌شود.

### دههٔ ۱۹۹۰
در سال ۱۹۹۰ برای رفع تنگی رگهای خونی خود، هکمن آنژیوپلاستی انجام داد و برای مدت کوتاهی از بازیگری دور شد. با این وجود در همان سال در بازسازی فیلم حاشیهٔ باریک (۱۹۵۲) حضور پیدا کرد. در سال ۱۹۹۲ در نقش یک کلانتر سادیستی با نام بیل کوچیکه در فیلم وسترن موفق نابخشوده ساختهٔ کلینت ایستوود بسیار خوش درخشید؛ و توانست دومین اسکار زندگی خود را دریافت کند. فیلم در کنار جایزهٔ اسکار مکمل مردی که هکمن به‌دست‌آورد، جوایز مهم دیگری چون بهترین فیلم و بهترین کارگردانی را نیز از آن خود کرد. در سال ۱۹۹۳، در فیلم جرونیمو: یک افسانه آمریکایی در نقش سرتیپ جورج کروک حضور یافت. هکمن در دو اقتباس از کارهای جان گریشام با نام‌های شرکت (۱۹۹۳) در مقابل تام کروز در نقش یک وکیل فاسد و در فیلم تالار (۱۹۹۶) در نقش یک محکوم به مرگ نیز حضور یافت. سال ۱۹۹۵، هکمن در فیلم کوتوله را بگیرید، نقش یک تهیه‌کنندهٔ هالیوودی نالایق را ایفا کرد و در فیلم سریع و مرده، در مقابل بازیگرانی چون شارون استون، لئوناردو دی کاپریو و راسل کرو، در نقش یک هفت تیر کش چابک و خبیث حضور یافت و همچنین در همین سال، در نقش کاپیتان فرانک رمزی در مقابل دنزل واشینگتن در فیلم جزر و مد سرخ ساختهٔ تونی اسکات بازی کرد. از دیگر فیلم‌های مهم وی در اواخر دههٔ نود، می‌توان به قفس پرنده در کنار رابین ویلیامز، همراه با ویل اسمیت در فیلم دشمن کشور (که کاراکتر وی یادآور فیلم مکالمه (۱۹۷۴) بود) و فیلم قدرت مطلق ساختهٔ کلینت ایستوود در نقش رئیس‌جمهوری که مرتکب قتل شده است، اشاره کرد.

### دههٔ ۲۰۰۰
هکمن در سال ۲۰۰۱ در فیلم‌های سرقت ساختهٔ دیوید ممت و خانواده اشرافی تننبام به کارگردانی وس اندرسون حضور یافت. فیلم خانواده اشرافی تننبام برای هکمن موفقیت زیادی به همراه داشت و وی جوایز متعددی از جمله جایزه گلدن گلاب نقش اول مرد کمدی را دریافت کرد. هیئت منصفه فراری محصول ۲۰۰۳ سومین حضور هکمن در اقتباسی از کارهای جان گریشام بود که با نخستین همکاری هکمن با دوست دیرینش داستین هافمن همراه شد. هکمن برای آخرین بار در سال ۲۰۰۴ در فیلم به موسپورت خوش آمدید در نقش رئیس‌جمهور آمریکا حاضر شد و پس از این فیلم، در سن ۷۴ سالگی برای همیشه از سینما به عنوان بازیگر خداحافظی کرد. در سال ۲۰۰۳ جایزه افتخاری گلدن گلاب با عنوان جایزهٔ سیسیل ب دمیل به وی اهدا شد.

## درگذشت
در ۲۶ فوریه ۲۰۲۵ جسد بی‌جان هکمن، همسرش و یکی از سه سگ آنها در خانه‌شان در سانتافه، نیومکزیکو پیدا شدند. اجساد آنها پس از مراجعه مأموران سازمان رفاه اجتماعی و نگاه کردن از پنجره به داخل خانه پیدا شد. جسد هکمن در نزدیکی آشپزخانه افتاده بود و آراکاوا در حمام با قرص‌هایی پراکنده در اطراف جسد پیدا شد. یکی از سگ‌های آنها در حمام نزدیک او مرده بود. همه جسدها علائم پوسیدگی را نشان دادند. دو سگ دیگر این زوج زنده پیدا شدند.
در ۲۷ فوریه، اداره کلانتر شهرستان سانتافه گفت هیچ نشانه‌ای از اعمال مشکوک وجود ندارد. اما زمان یا علت مرگ را ارائه نکرد. بعداً در همان روز، کلانتر به رسانه‌های خبری گفت که به نظر می‌رسد این زوج «مدتی است که مرده‌اند.» حداقل یک روز پیش از کشف اجساد آنها. آتش‌نشانی شواهدی مبنی بر نشتی گاز یا مونوکسید کربن پیدا نکرد. گزارش کالبدشکافی اولیه در هر دو هیچ نشانه‌ای از ترومای خارجی را نشان نمی‌دهد. مقامات ایالت نیومکزیکو گفتند که بتسی آراکاوا حدود هفت روز پیش از اینکه هکمن در ۱۸ فوریه در نتیجه بیماری قلبی شدید جان خود را از دست بدهد در اثر ابتلا به سندرم ریوی هانتاویروس درگذشته بود.

## ادای احترام و میراث
شمار زیادی از اعضای صنعت سینما پس از مرگ هکمن به او ادای احترام کردند. کلینت ایستوود در بیانیه‌ای نوشت: «هیچ بازیگری بهتر از جین وجود نداشت. شدید و غریزی. هرگز یک یادداشت دروغین ندیدم. او همچنین دوست عزیزی بود که دلم برای او بسیار تنگ خواهد شد.» فرانسیس فورد کوپولا نوشت: «جین هکمن بازیگری بزرگ، الهام‌بخش و باشکوه در کار و پیچیدگی‌اش بود… من سوگوار از دست دادن او هستم و وجود و مشارکت او را جشن می‌گیرم.»
مورگان فریمن، داستین هافمن، گلن کلوز، تام هنکس، وایولا دیویس، بیل موری، مل بروکس، الک بالدوین، گوئینت پالترو، جاش برولین، جان کیوسک، ناتان لین، آنتونیو باندراس، هنک آزاریا، جورج تاکی، و جنیفر لاو هیویت از دیگر افرادی که ادای احترام کردند. پیتر بردشاو منتقد فیلم در مجله گاردین نوشت که مرگ هکمن «پایان یکی از بزرگ‌ترین دوره‌های سینمای ایالات متحده است: موج نوی آمریکا… او بازیگر شخصیتی بود که واقعاً یک ستاره بود؛ در واقع ستاره هر صحنه‌ای بود که در آن حضور داشت – آن چهره سخت، عاقل، باهوش، اما ناخوشایند، که همیشه در آستانهٔ تمسخر قرار داشت. لبخندی دلخراش پدرانه و دردناک داشت.»

## فیلم‌شناسی
- لیلیت (۱۹۶۴)
- هاوایی (۱۹۶۶)
- ممنوعیت (۱۹۶۷)
- میثاق با مرگ (۱۹۶۷)
- اول برای مبارزه (۱۹۶۷) - حضور کوتاه
- بانی و کلاید (۱۹۶۷)
- تقسیم (۱۹۶۸)
- سایه‌ای روی زمین (۱۹۶۸) - تله فیلم
- شورش (۱۹۶۹)
- شاپرک‌های کولی (۱۹۶۹)
- قهرمان اسکی (۱۹۶۹)
- مارونید (۱۹۶۹)
- هیچ‌گاه برای پدرم آواز نخواندم (۱۹۷۰)
- همسران پزشکان (۱۹۷۱)
- جشن شکار (۱۹۷۱)
- ارتباط فرانسوی (۱۹۷۱)
- نخستین برش (۱۹۷۲)
- سیسکو پیک (۱۹۷۲)
- مترسک (۱۹۷۳)
- مکالمه (۱۹۷۴)
- فرانکنشتاین جوان (۱۹۷۴) - حضور کوتاه
- عروس زندی (۱۹۷۴)
- ارتباط فرانسوی ۲ (۱۹۷۵)
- بانوی خوش‌شانس (۱۹۷۵)
- حرکت شب (۱۹۷۵)
- خم به ابرو نیاور (۱۹۷۵)
- اصل دومینو (۱۹۷۷)
- پلی در دوردست (۱۹۷۷)
- به پیش یا بمیر (۱۹۷۷)
- سوپرمن (۱۹۷۸)
- سوپرمن ۲ (۱۹۸۰)
- تمام طول شب (۱۹۸۱)
- سرخ‌ها (۱۹۸۱)
- زیر آتش (۱۹۸۳)
- دو مدل از یک نوع (۱۹۸۳)
- شجاعت غیرمعمول (۱۹۸۳)
- یورکا (۱۹۸۳)
- سوء تفاهم (۱۹۸۴)
- دو بار در زندگی (۱۹۸۵)
- هدف (۱۹۸۵)
- قدرت (۱۹۸۶)
- هوزیرها (۱۹۸۶)
- هیچ راهی وجود ندارد (۱۹۸۷)
- سوپرمن ۴: در جستجوی صلح (۱۹۸۷)
- خفاش*۲۱ (۱۹۸۸)
- تقسیم تصمیمات (۱۹۸۸)
- زنی دیگر (۱۹۸۸)
- ماه کامل در آب آبی (۱۹۸۸)
- میسیسیپی می‌سوزد (۱۹۸۸)
- بسته (۱۹۸۹)
- دردسرسازان (۱۹۹۰)
- کارت‌پستال‌هایی از لبه پرتگاه (۱۹۹۰)
- حاشیهٔ باریک (۱۹۹۰)
- فعالیت کلاسی (۱۹۹۱)
- تجارت شرکت (۱۹۹۱)
- نابخشوده (۱۹۹۲)
- شرکت (۱۹۹۳)
- جرونیمو: یک افسانه آمریکایی (۱۹۹۳)
- وایات ارپ (۱۹۹۴)
- برنده و بازنده (۱۹۹۵)
- جزر و مد سرخ (۱۹۹۵)
- کوتوله را بگیرید (۱۹۹۵)
- قفس پرنده (۱۹۹۶)
- اقدامات شدید (۱۹۹۶)
- اتاق گاز (۱۹۹۶)
- قدرت مطلق (۱۹۹۷)
- گرگ‌ومیش (۱۹۹۸)
- دشمن ملت (۱۹۹۸)
- مورچه‌ای به نام زی (۱۹۹۸)
- تحت سوء ظن (۲۰۰۰)
- جایگزین‌ها (۲۰۰۰)
- مکزیکی (۲۰۰۱)
- دل‌شکن‌ها (۲۰۰۱)
- سرقت (۲۰۰۱)
- پشت خطوط دشمن (۲۰۰۱)
- خانوادهٔ اشرافی تننبام (۲۰۰۱)
- هیئت منصفهٔ فراری (۲۰۰۳)
- به موسپورت خوش آمدید (۲۰۰۴)

## افتخارات
- برندهٔ بفتای بهترین بازیگر مکمل مرد برای فیلم نابخشوده در سال ۱۹۹۲.
- برندهٔ اسکار بهترین بازیگر نقش اول مرد برای فیلم ارتباط فرانسوی ۱۹۷۱.
- برندهٔ اسکار بهترین بازیگر نقش مکمل مرد برای فیلم نابخشوده ۱۹۹۲.